# همیلتون (برمودا)
همیلتون پایتخت برمودا است.